# Phillip Whitehead
Phillip Whitehead (30 de maio de 1937 - 31 de dezembro de 2005) foi um político do Reino Unido.
Ele era deputado do Parlamento Europeu desde 1994, membro do Partido Trabalhista e eleito na região de Midlands Oriental.